# Marie-Jean-Lucien Lacaze
Marie-Jean-Lucien Lacaze röviden Lucien Lacaze (Pierrefonds, 1860. június 22. - Párizs, 1955. március 23.) francia tengernagy és az első világháború folyamán Franciaország hadügyminisztere volt.

## Élete
Lucien Lacaze 1860. június 22-én született Pierrefonds-ban, egy Réunionból származó orvos gyermekeként. Édesanyja kreol származású volt, anyai nagyapja pedig tengerésztisztként szolgált. Gyermekkorát Réunion szigetén töltötte, Saint-Denis közelében. Tizenkét éves korában visszatért Franciaországba, hogy tanulmányait a sarlat-i jezsuitáknál folytassa. 1877-ben felvételt nyert a hajózási főiskolára és 1879-ben tengerészkadét lett. 1881-ben részt vett Tunézia megszállásában. 1882-ben előléptették zászlóssá. 1884-ben részt vett az első francia–malgas háborúban. 1886-ban elérte a hadnagyi rendfokozatot, 1902-ben pedig fregattkapitány lett. Merleau-Ponty ellentengernagy vezérkari főnökeként segített a francia tengerészeti bázis megalapításában Bizertében. 1905-ben tengerészeti attaséként szolgált Rómában, 1906 júniusában pedig részt vett a hágai tengerészeti konferencián. 1906-ban előléptették kapitánnyá. 1911-ben sorhajókapitány lett és kinevezték Théophile Delcassé tengerészeti miniszter kabinetfőnökévé. Ebben a pozícióban egyezményt kötött a Brit Királyi Haditengerészettel, amelynek eredményeként a britek átvonultak a Földközi-tengerről az Északi-tengerre. A britek ígéretet tettek a francia partok védelmére, míg a franciák átvették a Földközi-tenger felügyeletét. 1913-ban - Delcassé lemondása után - hadihajó-hadosztály parancsnoknak nevezték ki, zászlóshajója pedig a Mirabeau lett.
1914 márciusában a Voltaire fedélzetén a Tengerészeti Tüzérségi Bizottság vezetőjeként látott el szolgálatot. Augustin Boué de Lapeyrère tengernaggyal (a Földközi-tengeren állomásozó erők parancsnoka) való ellentéte miatt visszarendelték és 1915 márciusában Marseille-ben kapott parancsnoki beosztást, ahol feladata a keleti hadsereg utánpótlásának megszervezése volt. 1915 októberében Delcassé és Léon Bourgeois támogatásának köszönhetően kinevezték tengerészeti miniszternek. Ebbéli tisztségében a szaloniki-hadjárat jelentősen megnövelte a feladatkörét. Emellett a tengeralattjáró-háború is egyre komolyabb gondot jelentett számára. Ez utóbbira való tekintettel felfegyverezte a kereskedelmi és egyéb kisebb hajókat is. Ezen kívül külföldről vontató hajókat vásárolt és 22 ágyúnaszádot rendelt a francia hajógyáraktól, 15-öt pedig a britektől. Időközben 12 rombolót is vásárolt Japántól. A tengeralattjárók által okozott károk csökkentése érdekében megszervezte a tengeri járőrözést és a kereskedelmi hajók konvojban való közlekedését, valamint támogatta a tengerészeti repülés fejlesztését. A tengerészeti szolgálat tevékenységének megismertetése érdekében pedig egy filmosztályt is létrehozott.
Ennek ellenére a központi hatalmak tengeralattjárói által okozott további károk miatt fokozódó kritika érte a képviselőházban, amelynek következtében egy tengeralattjáró-hadviseléssel kapcsolatos igazgatóság létrehozására kényszerült. Az egymást követő gyenge kormányok és a parlamenti támadásoknak köszönhetően végül 1917 augusztusában lemondott. Ugyanezen év októberében altengernagyi rendfokozatban kinevezték Toulon tengerészeti prefektusának. Feladata a tengeri járőrözés megszervezése volt a Földközi-tenger nyugati részén. Emellett Toulonban létesített egy amerikai tengeri támaszpontot is. Az első világháború után ő képviselte Franciaországot a Népszövetség tengerészeti bizottságában. 1922-ben visszavonult a tengerészeti szolgálattól. 1936-ban megválasztották a Francia Akadémia tagjának. 1955. március 23-án hunyt el Párizsban.